# Cliffside (Carolina del Norte)
Cliffside es un lugar designado por el censo ubicado en el condado de Rutherford en el estado estadounidense de Carolina del Norte. La localidad en el año 2010, tenía una población de 611 habitantes.

## Geografía
Cliffside se encuentra ubicado en las coordenadas 35°14′34.32″N 81°45′49.1″O / 35.2428667, -81.763639.